# Dongfeng KC
Dongfeng KC или Dongfeng Hercules — серия крупнотоннажных грузовых автомобилей, производящихся китайской компанией Dongfeng.

## Описание
Автомобили Dongfeng KC были запущены в производство 28 мая 2006 года параллельно с Dongfeng KL. На шасси KC выпускаются самосвалы и бетоносмесители.
Автомобили Dongfeng KC оснащаются дизельными двигателями объёмом 7—11 л, мощностью 290—420 л. с. (Евро-2—Евро-5). При разработке кабины компания Dongfeng опиралась на Nissan Diesel Quon.
Колёсная формула автомобилей Dongfeng KC — 6x4, 6x6 или 8x4. Количество передач варьируется от 10 до 14.

## В России
Автомобили Dongfeng KC, Dongfeng GX и Dongfeng KX были представлены в 2023 году на выставке КомТранс. На российский рынок автомобили Dongfeng KC поставляются с колёсной формулой 6x4 или 8x4.

## Модификации
- DongFeng DFL3251AXA — самосвал с колёсной формулой 6х6
- DongFeng DFL3251A — самосвал с колёсной формулой 6х4
- DongFeng DFL3251A1 — самосвал с колёсной формулой 6х4
- DongFeng DFL3250A — самосвал с колёсной формулой 6х4
- DongFeng DFL3250AW — самосвал с колёсной формулой 6х4, двигатель Cummins ISLe340 50 мощностью 340 л. с.
- DongFeng DFL3258A12 — самосвал с колёсной формулой 6х4
- DongFeng DFL3310A — самосвал с колёсной формулой 8х4
- DongFeng DFL5251 — бетоносмеситель с колёсной формулой 6х4